# Henri de Verninac-Saint-Maur
Henri de Verninac-Saint-Maur est un homme politique français né le 18 mai 1841 à Rochechouart (Haute-Vienne) et décédé le 12 mai 1901 à Baladou (Lot).

## Biographie
Docteur en droit, il se lance en politique en 1871 en devenant conseiller général du Lot. La même année, il échoue comme candidat républicain aux élections législatives. Il échouera aussi en 1876, 1877 et 1881. Il est finalement élu sénateur du Lot en 1883 et le restera jusqu'à sa mort en 1901. Il est également président du conseil général du Lot de 1891 à 1901.
Son activité parlementaire est importante. Il est souvent désigné comme rapporteur. Il siège d'abord au groupe de la Gauche démocratique, qu'il quitte pour fonder en 1891 le groupe de la Gauche radicale, qu'il préside. Il est vice-président du Sénat de 1898 à sa mort en 1901.